# Tauraco macrorhynchus
Tauraco macrorhynchus е вид птица от семейство Туракови (Musophagidae). Видът е незастрашен от изчезване.

## Разпространение
Разпространен е в Ангола, Камерун, Демократична република Конго, Република Конго, Кот д'Ивоар, Екваториална Гвинея, Габон, Гана, Гвинея, Либерия, Нигерия и Сиера Леоне.